# Most im. Marszałka Józefa Piłsudskiego w Koninie
Most im. Marszałka Józefa Piłsudskiego w Koninie (pot. Most Żelazny) – przedwojenny most drogowy łączący Czarków z pozostałą częścią Konina.

## Historia
Most Piłsudskiego powstał na miejscu drewnianego mostu, który w 1924 roku uległ poważnym uszkodzeniom wywołanym spływającą krą lodową. W lipcu 1928 roku Okręgowa Dyrekcja Robót Publicznych w Łodzi podjęła decyzję o budowie nowego mostu, składającego się ze 1600 ton żelaza. Niedługo później rozpoczęto pierwsze prace. Konstrukcja z żelaza powstała z przęseł rozbieranego mostu na Wiśle pod Opaleniem. Do transportu niezbędnych elementów wykorzystano ponad sto wagonów kolejowych. Inżynierem odpowiedzialnym za budowę nowego obiektu był Władysław Piestrzyński. Dzięki jego staraniom za każdą tonę przywożonego żelaza płacono jedynie 7,83 ówczesnych złotych, co stanowiło jedną czwartą początkowej kwoty. W 1934 roku oddano most do użytku.
Do połowy lat 80. przez most biegły droga międzynarodowa E8 oraz państwowa nr 144. W latach 1986–2000 obiekt znajdował się w ciągu drogi krajowej nr 2, a od 2000 roku jest częścią drogi nr 92. Do chwili otwarcia mostu Unii Europejskiej stanowił także fragment przebiegu drogi krajowej nr 25.
W 2014 roku most został poddany gruntownej naprawie oraz zmodernizowany, m.in. zainstalowano na nim iluminację świetlną.